# Uniting Nations
Uniting Nations erano un gruppo musicale britannico di musica dance (attivo dal 2004 al 2008), costituito da Paul Keenan e Daz Sampson.

## Discografia

### Album
- 2005: One World

### Singoli
- 2004: Out of Touch
- 2005: You And Me
- 2005: Ai no corrida
- 2006: Music In Me, radio single
- 2007: Do It Yourself